# 天星乡 (丘北县)
天星乡，是中华人民共和国云南省文山壮族苗族自治州丘北县下辖的一个乡镇级行政单位。

## 行政区划
天星乡下辖以下地区：
天星村、笼陶村、扭倮村、廷里村、古勒村、法白村、布红村和倮黑村。